# Mopi Ranger
Mopi Ranger is een computerspel dat in 1985 werd ontwikkeld en uitgegeven door Konami voor de MSX-computer. Het platformspel speelt zich af in het land van de Mopira dat is overspoeld met Razons. De speler speelt Mopi Ranger en moet alle jonge Moplits redden.
In 1997 was het spel bijgesloten bij compilatiespel Konami Antiques: MSX Collection Vol. 1. Het spel kwam beschikbaar voor de Sega Saturn via Konami Antiques: MSX Collection Vol. 1 dat in 1998 uitkwam.